# ۱۲۴۲ (میلادی)
۱۲۴۲ (میلادی) هزار و دویست و چهل و دومین سال تقویم میلادی است.

## درگذشتگان
‎